# Hoven Droven
Hoven Droven er et svensk folkrockand, der blev dannet i 1989. De har specialiseret sig i instrumentale hardrockarrangementer over gamle svenske folkemelodier.
Deres album Jumping at the Cedar fra 2006, blev nomineret til prisen "Årets folkemusik" ved Grammis i 2007.

## Medlemmer

### Nuværende
- Pedro Blom, bas
- Jens Comén, saxofon
- Kjell-Erik Eriksson, violin
- Björn Höglund trommer, percussion
- Bosse "Bo" Lindberg, guitar

### Tidligere
- Gustav Hylén, trompet, flygelhorn
- Janne Strömstedt, keyboard

### Gæstemusikere
- Ulrika Bodén, vokal
- Sofia Sandén, vokal
- André Ferrari, trommer

## Diskografi
- Hia-Hia (1994, Xource/MNW (Sweden) XOUCD 110)
- Grov (1996, Xource/MNW (Sweden) XOUCD 114)
- Groove (1997, compilation of "Hia Hia" and "Grov," NorthSide (U.S.) NSD 6002)
- More Happy Moments with Hoven Droven (1999, Home (Sweden) 013, NorthSide (U.S.) NSD 6043)
- Hippa (2001, Home (Sweden) 020, NorthSide (U.S.) NSD 6062)
- Turbo (2004, Home (Sweden) 032)
- Jumping at the Cedar (2006, 2-CD live compilation, Home (Sweden) 044, NorthSide (U.S.) NSD 6090)
- Rost (2011, Westpark, PGM-87217)